# أوميرو توجنون
أوميرو توجنون (Omero Tognon) ، (بادوفا، 3 مارس 1924 - بوردينوني، 23 أغسطس 1990) لاعب كرة قدم إيطالي ومدرب كرة قدم إيطالي . بدأ مسيرته كلاعب كرة قدم في نادي إيه سي ميلان ولعب 355 مباراة سجل خلالها هدفين من عام 1945 إلى عام 1956 ، وفاز مع الميلان ببطولتي دوري 1950/51 و1954/55 وبطوتي كأس لاتينا 1950/51 و1955/56 . واعتزل اللعب في فريق برودينوا عام 1957 ،و اتجه بعدها للتدريب. وتوفي عام 1991.

## روابط خارجية
- أوميرو توجنون على موقع الاتحاد الدولي (مؤرشف)  (الإنجليزية)
- أوميرو توجنون على موقع قاعدة بيانات كرة القدم.إي يو (الإنجليزية)
- أوميرو توجنون على موقع ناشيونال فوتبول تيمز (الإنجليزية)
- أوميرو توجنون على موقع عالم كرة القدم.نت (الإنجليزية)